# 1980 en science
| Années de la science : 1977 - 1978 - 1979 - 1980 - 1981 - 1982 - 1983    |
| Décennies de la science : 1950 - 1960 - 1970 - 1980 - 1990 - 2000 - 2010 |

Cet article présente les faits marquants de l'année 1980 en science.

## Évènements

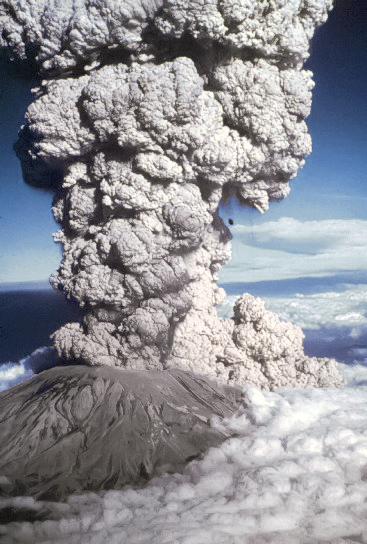
Panache volcanique au-dessus du mont Saint Helens le 18 mai 1980.

- 18 mai : éruption du mont Saint Helens dans l'État de Washington aux États-Unis[1].
- 6 juin : le physicien Luis Alvarez, le géologue Walter Alvarez et les chimistes Frank Asaro et Helen Michel proposent l'hypothèse d'une chute d'une météorite pour expliquer l'extinction Crétacé-Tertiaire[2]
- 23 juin : naissance du premier bébé éprouvette australien[3].
- 17-26 septembre : évolution accélérée de l’informatique en France ; la bureautique s’impose au SICOB (Salon informatique, télématique, communication, bureautique) à Paris[4]. Présentation du Portal de R2E Micral CCMC, un micro-ordinateur portable[5].
- 6 novembre : IBM signe un contrat avec Microsoft pour équiper ses « ordinateurs personnels » (PC) d’un système d’exploitation efficace, le MS-DOS, dérivé de UNIX[6]. D’autres compagnies, comme Compaq ou Commodore, proposent des clones compatibles dès 1981, sauf Apple, où Steve Jobs ne vise pas à vendre du matériel moins cher mais de meilleurs logiciels.

### Sciences physiques
- 15 février : publication de la découverte du premier supraconducteur organique[7].

- 1er mars : découverte d'Hélène, un satellite de Saturne, par Pierre Laques, Raymond Despiau et Jean Lecacheux à l'observatoire du Pic du Midi[8].
- 13 mars : découverte de Calypso, un satellite de Saturne, par Dan Pascu, P. Kenneth Seidelmann, William A. Baum et Douglas Currie[9].
- 26 mars : création de la société Arianespace destinée à l'exploitation commerciale des fusées Ariane[10].
- 23 mai : échec du second vol de la fusée Ariane 1[11].
- 8 avril : découverte de Télesto, un satellite de Saturne, par Bradford A. Smith, Harold J. Reitsema, Stephen M. Larson et John W. Fountain[8].

- 11 août : Klaus von Klitzing, G. Dorda et M. Pepper publient leur découverte de l'effet Hall quantique entier[12].

- 25 octobre : découverte de Prométhée et de Pandore, des satellites de Saturne, par Stewart A. Collins et D. Carlson, grâce à des photos prises par Voyager 1[13]. Peu après, Richard J. Terrile identifie Atlas, un satellite de Saturne, toujours grâce à des photos prises par Voyager 1[8].
- 12 novembre, programme Voyager : la sonde spatiale de la NASA Voyager 1 est l'engin à avoir été le plus proche de Saturne à une distance de 124 000 km[14]. Elle envoie des images de la planète et de ses satellites.

- 3 décembre : chute de la météorite de Kaidun au Yémen[15].

## Prix
- Prix Nobel

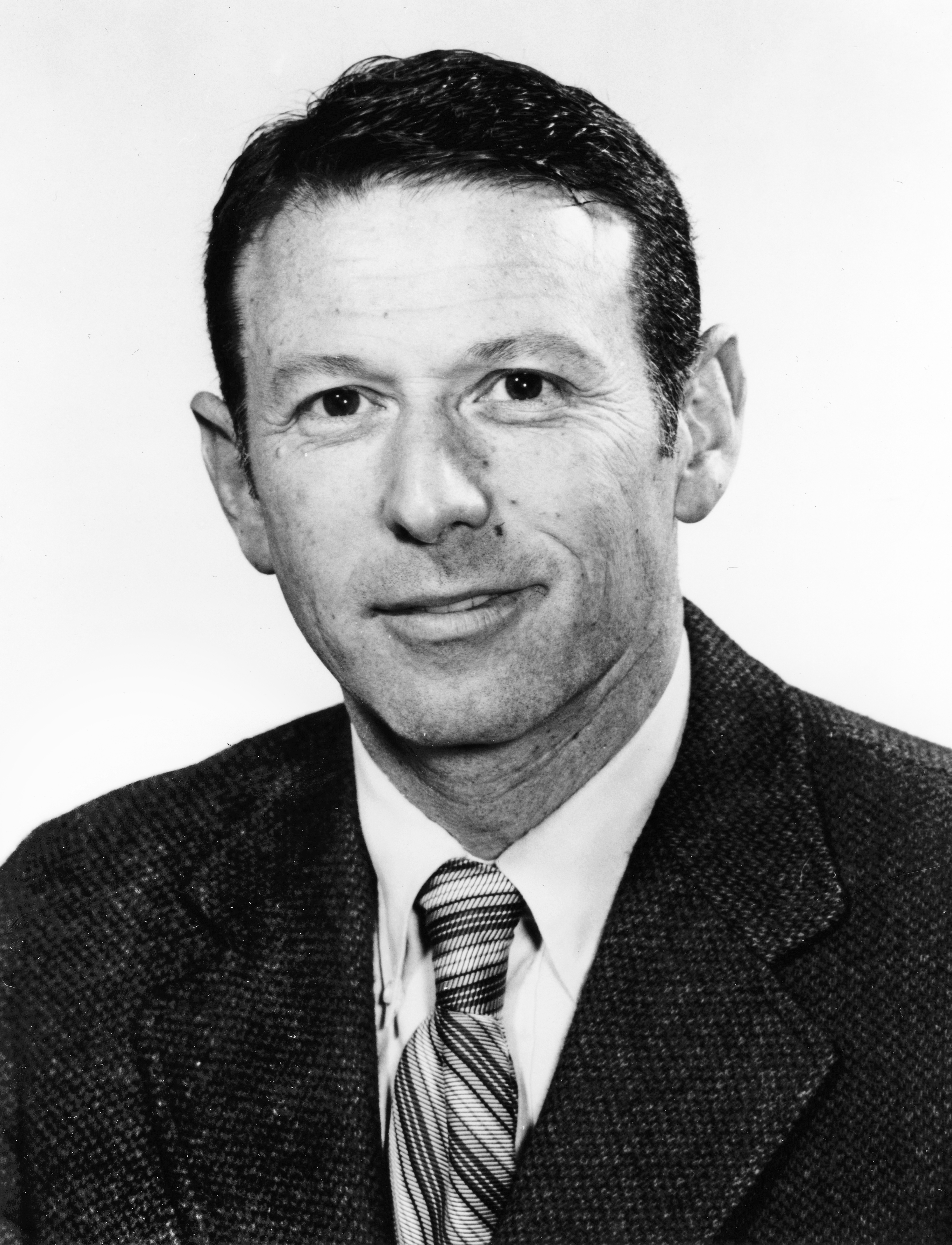
Paul Berg en 1980

  - Prix Nobel de physiologie ou médecine : Baruj Benacerraf, Jean Dausset, George D. Snell
  - Prix Nobel de chimie : Paul Berg, Walter Gilbert, Frederick Sanger
  - Prix Nobel de physique : James Watson Cronin, Val Logsdon Fitch
- Prix Lasker
  - Prix Albert-Lasker pour la recherche médicale fondamentale : Paul Berg, Herbert Boyer, Stanley Cohen, A. Dale Kaiser (en)
  - Prix Albert-Lasker pour la recherche médicale clinique : Cyril Clarke, Ronald Finn (en), Vincent Freda (en), John G. Gorman (en), William Pollack
- Médailles de la Royal Society
  - Médaille Copley : Derek Barton
  - Médaille Darwin : Sewall Wright
  - Médaille Davy : Alan Woodworth Johnson (de)
  - Médaille Hughes : Francis Farley
  - Médaille royale : John Paul Wild, Henry Harris, Denys Wilkinson
  - Médaille Rumford : Joe Vinen
- Médailles de la Geological Society of London
  - Médaille Lyell : John Robert Lawrence Allen (en)
  - Médaille Murchison : Joseph Victor Smith (d)
  - Médaille Wollaston : Augusto Gansser
- Prix Jules-Janssen (astronomie) : Lyman Spitzer
- Prix Turing en informatique : Charles Antony Richard Hoare
- Médaille Bruce (Astronomie) : George Herbig
- Médaille linnéenne : Geoffrey Clough Ainsworth et Roy Crowson
- Médaille d'or du CNRS : Pierre-Gilles de Gennes

## Naissances
- 31 janvier : Dan Milisavljevic, astronome canadien.
- 3 mai : Karin Schnass, mathématicienne et informaticienne autrichienne.
- 11 novembre : Lenka Zdeborová, chercheuse en physique théorique tchèque.
- 22 novembre : Shawn Fanning, informaticien américain, créateur de Napster.

- Camille-Sophie Brès, physicienne française.

## Décès

### 1ertrimestre

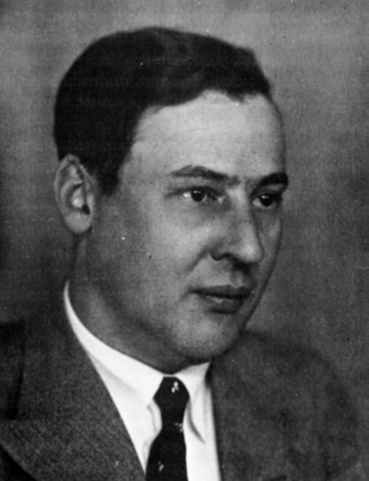
Erich Hückel

- 8 janvier : John William Mauchly (né en 1907), co-inventeur de l'ordinateur ENIAC.
- 21 janvier : Georges Painvin (né en 1886), géologue, industriel et cryptanalyste français.

- 2 février : William Howard Stein (né en 1911), biochimiste américain, prix Nobel de chimie en 1972.
- 7 février : Secondo Campini (né en 1904), pionnier des moteurs à réaction italien.
- 13 février : Marian Rejewski (né en 1905), cryptologue polonais.
- 16 février : Erich Hückel (né en 1896), physicien et chimiste allemand.
- 18 février : 
  - Georges Champetier (né en 1905), chimiste français.
  - Hans Ferdinand Mayer (né en 1895), mathématicien et physicien allemand.

- 10 mars : Adrien Pouliot (né en 1896), ingénieur et mathématicien canadien (québécois).
- 17 mars : William Prager (né en 1903), ingénieur et mathématicien allemand naturalisé américain.
- 29 mars : William Cochran (né en 1909), statisticien écossais.

### 2etrimestre
- 2 avril : Harold Johnson (né en 1921), astronome américain.
- 3 avril : Edward Bullard (né en 1907), géophysicien britannique.
- 21 avril : Alexandre Oparine (né en 1894), biochimiste et auteur soviétique.
- 22 avril : Fritz Strassmann (né en 1902), chimiste allemand.
- 25 avril : Bertrand Flornoy (né en 1910), explorateur, ethnologue et archéologue français.

- 18 mai : David Johnston (né en 1949), volcanologue américain.
- 19 mai : Gustave Le Paige (né en 1903), jésuite, ethnologue et archéologue belge.
- 12 juin : Egon Sharpe Pearson (né en 1895), mathématicien et statisticien britannique.

### 3etrimestre
- 4 juillet : Gregory Bateson (né en 1904), anthropologue, psychologue et épistémologue américain.
- 5 juillet : Ary Sternfeld (né en 1905), ingénieur astronautique polonais.
- 26 juillet : René Diehl (né en 1912), archéologue et industriel français.

- 4 août : Joseph Ashbrook (né en 1918), astronome américain.
- 24 août : André Parrot (né en 1901), archéologue français.

- 8 septembre : Willard Frank Libby (né en 1908), physicien et chimiste américain.
- 20 septembre : Josias Braun-Blanquet (né en 1884), botaniste suisse.

### 4etrimestre
- 15 octobre : Mikhaïl Lavrentiev (né en 1900), mathématicien et physicien soviétique.
- 27 octobre : John Hasbrouck van Vleck (né en 1889), physicien américain, prix Nobel de physique en 1977.
- 31 octobre : Elizebeth Friedman (née en 1892), cryptanalyste et écrivaine américaine.
- 4 novembre : Elsie MacGill (né en 1905), ingénieur aéronautique, "Queen of the Hurricanes".
- 18 novembre : Jean-Pierre Dévigne (né en 1918), géologue français.

- 16 décembre : Hellmuth Walter (né en 1900), ingénieur et inventeur.
- 30 décembre : H. O. Hirschfeld (né en 1912), statisticien germano-américain.
- 31 décembre : Kazimierz Józef Marian Michalowski (né en 1901), archéologue, égyptologue et historien de l'art polonais.